# Comité national des terres et de la cartographie
Le Comité national des terres et de la cartographie de la République d'Azerbaïdjan (en azerbaïdjanais : Azərbaycan Respublikası Dövlət Torpaq və Xəritəçəkmə Komitəsi) est une agence gouvernementale au sein du Cabinet de l'Azerbaïdjan chargée de la mise en œuvre du cadastre foncier, du suivi et des réformes; restauration et augmentation de la productivité des terres, création d'unités territoriales en République d'Azerbaïdjan. Le ministère est dirigé par Garib Mammadov.

## Histoire
Le 17 juillet 1992, le gouvernement azerbaïdjanais a créé le Comité foncier de l'État conformément au décret présidentiel n ° 54 de la République d'Azerbaïdjan. En 2001, le Comité national des terres et le Comité national de géodésie et de cartographie ont été supprimés et, conformément au décret présidentiel n ° 460 du 18 avril 2001, le nouveau Comité national des terres et de la cartographie a été créé à leur place.

## Structure
Le comité est dirigé par son président et son vice-président. Les principales fonctions du comité comprennent la mise en œuvre du cadastre foncier, la surveillance des terres, la topographie, la cartographie, la réforme agraire, la restauration et l'augmentation de la productivité des terres, la délimitation et la démarcation des frontières d'État de la République d'Azerbaïdjan, des eaux frontalières et du secteur de la mer Caspienne  appartenant à la République d'Azerbaïdjan; création d'une banque d'informations foncières, contrôle du respect de la législation foncière, géodésie et cartographie; faire des propositions au Cabinet de la République d'Azerbaïdjan; prendre des mesures pour prévoir la géodynamique (tremblement de terre, glissement, etc.) et d'autres urgences, en informant les autres organes du pouvoir exécutif et le Cabinet de la République d'Azerbaïdjan à ce sujet.
L'Institut national du projet de structure foncière, le Centre national de cadastre et de production scientifique de surveillance, l'institution nationale d'aérogéodésie et l'usine de cartographie de Bakou sont toutes des institutions publiques subordonnées au comité.
Le comité coopère avec les organes nationaux respectifs de l'Ukraine, de la Russie, de la Biélorussie, du Kazakhstan, du Daghestan, du Tadjikistan, etc.